# مار پریتو
مار پریتو (انگلیسی: Mar Prieto؛ زادهٔ ۱ مارس ۱۹۶۹) بازیکن فوتبال اهل اسپانیا است.
از باشگاه‌هایی که در آن بازی کرده‌است می‌توان به باشگاه فوتبال زنان اتلتیکو مادرید اشاره کرد.
وی همچنین در تیم ملی فوتبال زنان اسپانیا بازی کرده‌است.